# هیزل (کنتاکی)
هیزل (به انگلیسی: Hazel) شهری در ایالت کنتاکی کشور ایالات متحده آمریکا است که جمعیت آن در سرشماری سال ۲۰۱۰ میلادی، ۴۱۰ نفر بوده‌است.